# Erophylla bombifrons
Erophylla bombifrons — вид родини листконосові (Phyllostomidae), ссавець ряду лиликоподібні (Vespertilioniformes, seu Chiroptera).

## Середовище проживання та екологія
Країни поширення: Домініканська Республіка, Гаїті, Пуерто-Рико. Вид зазвичай лаштує сідала великими колоніями (тисячі або сотні кажанів). Вилітають з сідал пізніше багатьох інших кажанів. Їдло звичайно містить деяку комбінацію комах, нектару і фруктів. Народжує одне маля, ймовірно, тільки один раз на рік, навесні.